# Langen Jarchow
Langen Jarchow är en ortsteil i kommunen Kloster Tempzin i Landkreis Ludwigslust-Parchim i förbundslandet Mecklenburg-Vorpommern i Tyskland. Langen Jarchow var en kommun fram till den 1 januari 2016 när den uppgick i Kloster Tempzin. Langen Jarchow hade 250 invånare 2015.